# Namen (Pays-Bas)
Namen était un village de Zélande aux Pays-Bas.
Namen était situé dans ce qui est maintenant le pays inondé de Saeftinghe. Le polder a été inondé et a disparu en 1715. L'église est restée quelque temps en place et servait de phare, seule la cloche a été préservée, elle avait été fabriquée en 1664 à Amsterdam et se trouve maintenant dans la tour du village voisin de Graauw.
Le nom du village de Nieuw-Namen rappelle les noms des villages engloutis.

## Référence
- (nl) Cet article est partiellement ou en totalité issu de l’article de Wikipédia en néerlandais intitulé « Namen (Nederland) » (voir la liste des auteurs).